# Франк, Карл фон
Карл фон Франк (нем. Karl von Franck; 18 января 1806, Вена — 13 апреля 1867, Париж) — австрийский военный и государственный деятель, фельдмаршал-лейтенант, военный министр Австрийской империи (1864—1866).

## Биография
Родился в семье крупного банковского служащего и видного коллекционера гравюр. Брат археолога Альфреда фон Франка и писателя Густава фон Франка. Был старшим из семи братьев.
После окончания кадетского корпуса в 1823 году, поступил на службу в пехотном полку и принимал участие в боях в Черногории в 1838 году. В 1848/49 году участвовал в кампании в Италии.
В 1864—1866 годах занимал пост военного министра Австрийской империи в чине фельдмаршала-лейтенанта, шеф 79-го пехотного полка.
Не смог предотвратить сокращения армейского бюджета империи, что привело к поражению при Кениггреце в ходе Австро-прусско-итальянской войны, но сделал всё возможное для совершенствования отсталого вооружения.